# تشونو (شعب)
كان شعب تشونو، أو غوايتيكو، شعوبًا بدوية أصلية أو مجموعة من شعوب أرخبيل شيلوي وجوايتكاس وتشونو.
عاش شعب التشونو كجامعين صيادين يسافرون بالزورق.

## المظهر الجسماني
جنبا إلى جنب مع الشعوب الأخرى التي تركب الزورق في غرب باتاغونيا، شارك شعب التشونو السمات الجسدية لكونهم منخفضي القامة، وطويلي الرأس (dolichocephalic) و «الوجه المنخفض». في رأي روبرت فيتزروي الذي رأى شعب التشونو في ثلاثينيات القرن التاسع عشر، كانوا ذوي عضلات ومظهرًا أكثر جمالًا عند مقارنتهم بزوارق الكانو في الجنوب. قال ألبرتو أتشاز والاكيال، وهو نفسه من الكاويسكار ولد حوالي عام 1929، إن شعب التشونو كانوا أطول وأكثر سوادًا من شعبه. وأضاف أن أنوفهم ووجوههم كانت أطول.
كشفت دراسة عظام التشونو أنها كانت عرضة للإصابة بمشاكل المفاصل والأمراض المعدية وفي بعض الحالات إصابات رضحية. ارتبطت هذه الأمراض بأسلوب حياتهم.

## التاريخ

المدى التقريبي للثقافات الأصلية في تشيلي وقت وصول الإسبان. Picunche ، مابوتشي، Huilliche و Cunco كلها جزء من مجموعة المابوتشي الفرعية.